# Barbus zanzibaricus
Barbus zanzibaricus е вид лъчеперка от семейство Шаранови (Cyprinidae). Видът не е застрашен от изчезване.

## Разпространение и местообитание
Разпространен е в Кения, Малави, Мозамбик, Сомалия и Танзания.
Обитава сладководни басейни, крайбрежия, реки, потоци и канали.

## Описание
На дължина достигат до 9,7 cm.